# Islands Point
Der Islands Point (englisch für Insellandspitze) ist eine felsige und 411 m hoch aufragende Landspitze an der Pennell-Küste des ostantarktischen Viktorialands. In der Robertson Bay trennt sie die Berg Bay von der Relay Bay.
Die vom britischen Polarforscher Victor Campbell geleitete Nordgruppe der Terra-Nova-Expedition (1910–1913) kartierte sie. Namensgebend sind die zahlreichen vorgelagerten Inseln, einschließlich des Sphinx Rock.